# Castillo de Clará
El castillo de Clará es un castillo románico situado en el término municipal de Moyá, en la comarca del Moyanés.
Está situado a un kilómetro del pueblo en dirección a Manresa, sobre la montaña de San Andrés, a 800 metros de altitud. Se encuentra en ruina, se conserva una parte de una torre.

## Historia
Sus orígenes se deben al deseo de protección de la villa de Moyá, se trataba de un castillo fronterizo, y su término coincidía plenamente con el de la villa, de manera que a lo largo de toda la documentación más antigua (912, 915) se da esta asociación mencionada.
Este castillo, junto con muchos otros, consta en la dote (993) de Ermesenda de Carcasona, esposa del conde Ramón Borrell. Amat Elderic, el primer senescal del conde de Barcelona, fue feudatario. La señoría continuó siendo de los condes de Barcelona hasta que en 1246, por permuta hecha con el rey Jaime I, el castillo y la villa de Moyá pasaron al obispo de Vich. No fue un traspaso definitivo, dado que en 1260 los volvió a vender, ahora a la canónica de Santa María de Estany, y otra vez en 1288.
Los castellanos debieron ser en primer tiempo los Gallifa, y más tarde los Rocafort, vinculados matrimonialmente a Gallifa. Hacia 1057 dos castellanos de nombre Ramón (un hijo de María, el otro de Adaltrud) juran fidelidad a Ramón Berenguer I y la condesa Almodis por el castillo de Clará. El hijo de uno de estos dos, Bernat Ramón de Gallifa, hizo un convenio con los condes en 1065 sobre el castillo de Clará. En 1178 ya constan los Rocafort como castellanos de Clará.
Clará fue uno de los castillos afectados por las órdenes de demolición de castillos y casas fuertes catalanes ordenada por Felipe V como venganza de la oposición a su persona de los catalanes durante la guerra de Sucesión, y a partir de ese momento permaneció abandonado, siendo fruto del paso del tiempo y de la expoliación de los campesinos cercanos para obtener piedras de calidad para rehacer las masías, práctica muy habitual con los castillos abandonados a lo largo de la Edad Moderna, y hasta bien entrada la contemporánea.

## Arquitectura

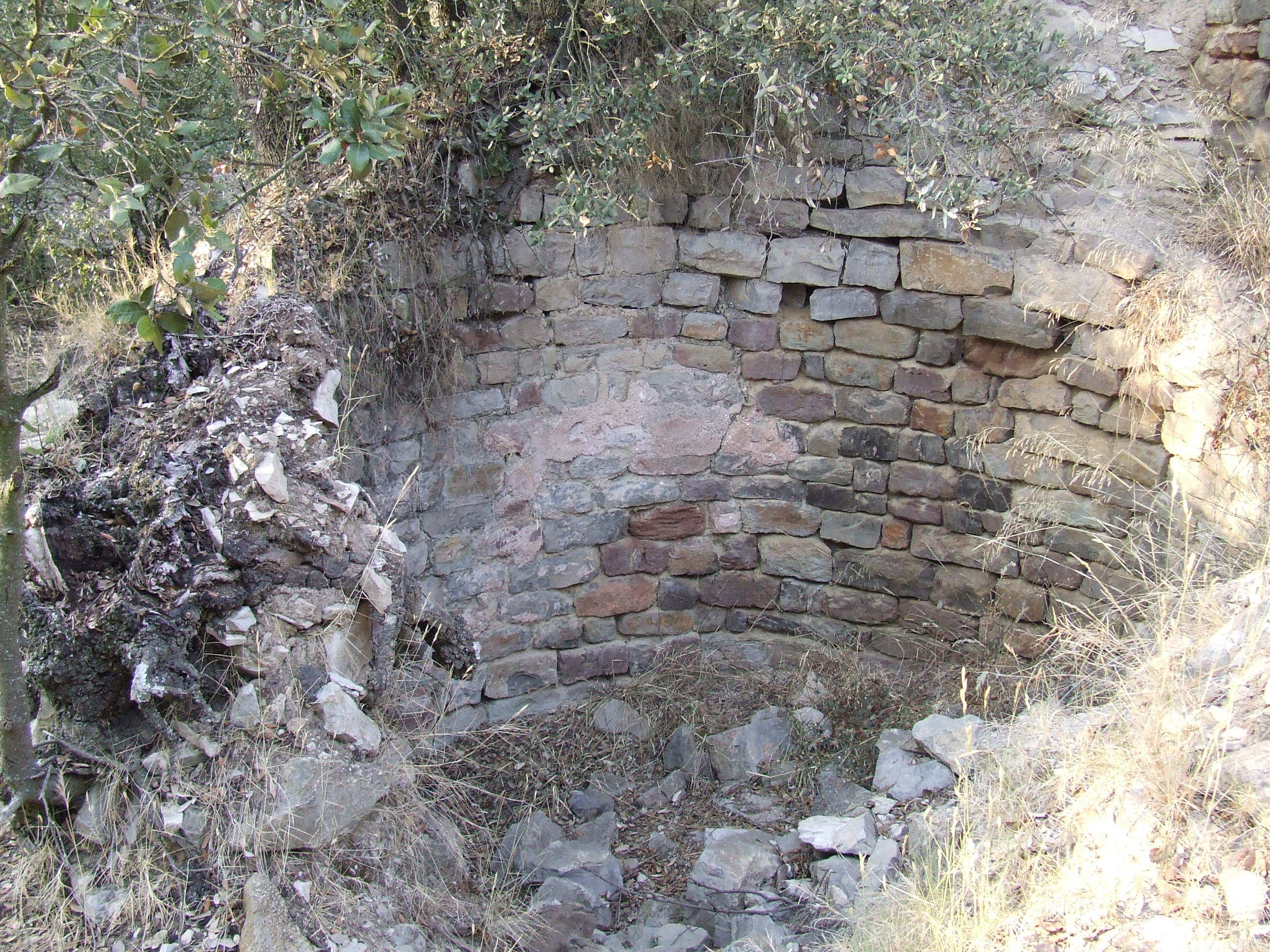
Restos de la torre del homenaje.

A pesar de su estado de ruina, es posible ver con claridad la distribución del castillo y sus principales elementos.
Está compuesto por una torre maestra, situada en el lugar más alto de la colina, y unas dependencias anexas. La torre es de planta circular, construida con sillares pequeños, y lo que queda tiene unos 5 m de altura. El muro tiene unos 2 metros de espesor, más en la parte baja que a medida que sube, donde se va adelgazando, como es habitual en las torres de los castillos medievales. El diámetro exterior es de 6,8 m y tiene una bóveda medio hundida. Junto a la torre hay una cisterna, y al norte, los restos de dos naves trapeciales comunicadas entre sí y con saeteras. Al sur hay dos salas de planta irregular.
El aparato de la torre está constituido por sillares de tamaño medio formando hiladas regulares, que confieren una cierta estética al paramento. Se puede datar en el siglo XI, según la bibliografía consultada. El resto de construcciones son de épocas posiblemente un poco posteriores, siempre dentro de la época medieval.
Bajo los restos del castillo está la capilla de San Andrés de Clará, del siglo XI o XII.